# L. Scott Caldwell
L. Scott Caldwell, född 17 april 1950 i Chicago, är en amerikansk skådespelare.
Caldwell har bland annat medverkat i TV-serien Bad Monkey. Hon har även medverkat i filmerna Jagad och Värstingarna.

## Filmografi (i urval)
- 1993 – Jagad
- 1995 – Djävul i en blå klänning
- 2004–2010 – Lost (TV-serie)
- 2006 – Värstingarna
- 2009–2013 – Southland (TV-serie)
- 2023 – Bad Monkey (TV-serie)